# Біомолекули

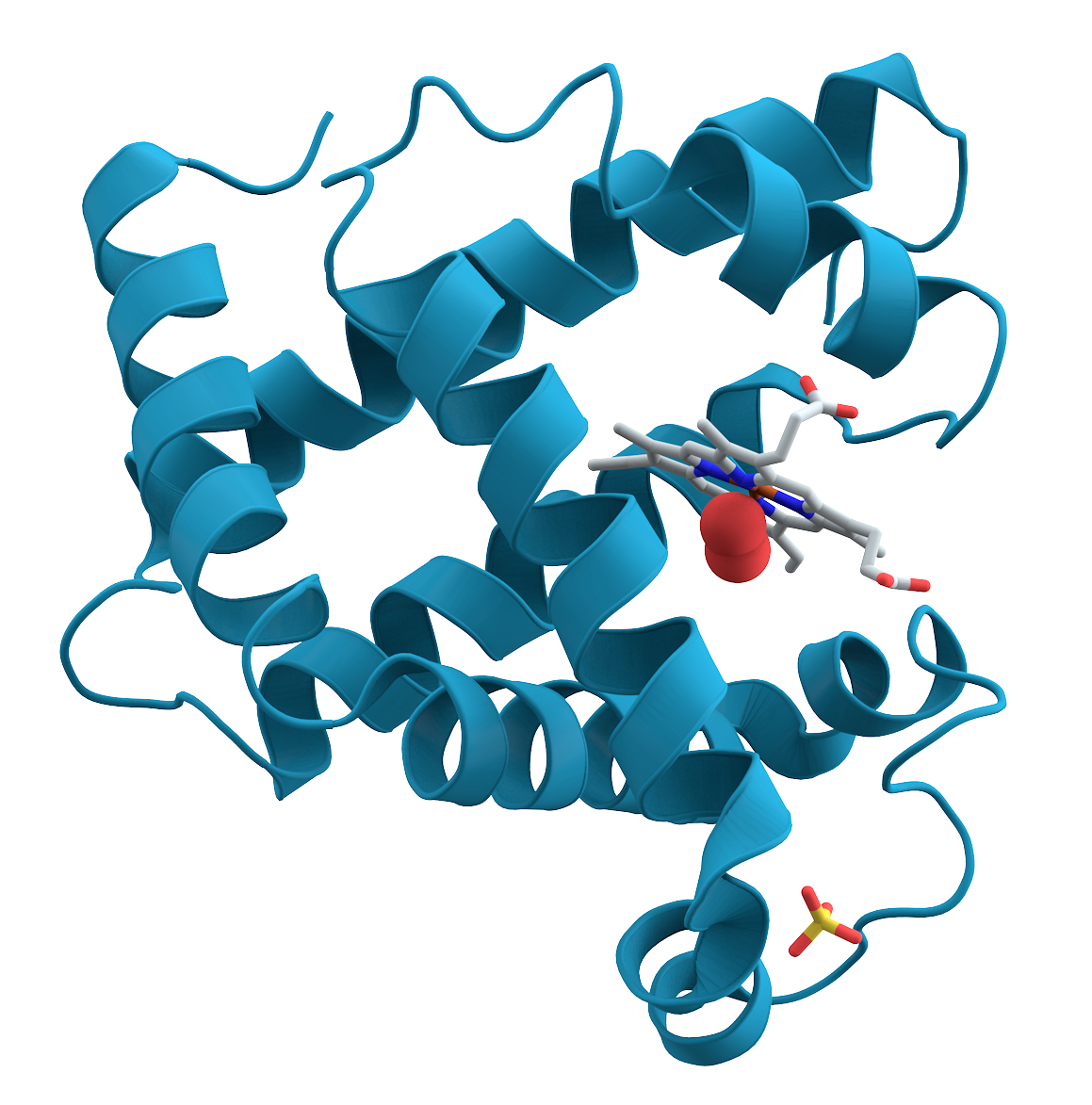
Репрезентація 3D-структри міоглобіну, яка показує альфа-спіралі, представлені стрічками. Цей білок був першим, у якого була розгадана його структура рентгеноструктурним аналізом Максом Перуцом і Джоном Кендрю 1958 року, за що вони отримали Нобелівську премію з хімії

Біомолекули або біологічні молекули — молекули, присутні в організмах, які є важливими для одного або декількох типових процесів життєдіяльності, таких як поділ клітини, морфогенез, або розвиток. Біомолекули включають у себе макромолекли (або поліаніони), такі як білки, вуглеводи, ліпіди та нуклеїнові кислоти, та малі молекули, такі як первинні метаболіти, вторинні метаболіти та натуральні продукти. Більш загальною назвою для цього класу матеріалів — біологічні матеріали. Біомолекули є важливою складовою живих організмів, ці біомолекули часто є ендогенними, виробленими всередині організму, але організми також зазвичай потребують і екзогенні біомолекули, наприклад поживні речовини, для виживання.
Біологія та її підрозділи біохімія та молекулярна біологія вивчають біомолекули та їх реакції. Більшість біомолекул є органічними сполуками і лише чотири хімічних елементи: кисень, вуглець, водень та азот, становлять 96 % маси людського тіла. Інші елементи, такі як біометали, також присутні, але в менших кількостях.
Однорідність обох конкретних типів молекул (біомолекул) та певних метаболічних шляхів є незмінною ознакою серед широкого розмаїття форм життя; тому ці біомолекули та метаболічні шляхи називаються «біохімічними універсалами» або «теорією матеріальної єдності живих істот», об'єднуюче поняття в біології, поруч із клітинною теорією й теорією еволюції.

## Типи біомолекул
Різноманітний спектр біомолекул включає в себе:
- Малі молекули:
  - Ліпіди, жирні кислоти, гліколіпіди, стероли, моносахариди
  - Вітаміни
  - Гормони, нейромедіатори
  - Метаболіти
- Мономери, олігомери та полімерии:

| Біомономери  | Біоолігомери    | Біополімери                                                                                  | Процес полімеризації | Назва ковалентного зв'язку між мономерами |
| ------------ | --------------- | -------------------------------------------------------------------------------------------- | -------------------- | ----------------------------------------- |
| Амінокислоти | Олігопептиди    | Пептиди, білки (гемоглобін…)                                                                 | Поліконденсація      | Пептидний зв'язок                         |
| Моносахариди | Олігосахариди   | Полісахариди (целюлоза…)                                                                     | Поліконденсація      | Глікозидний зв'язок                       |
| Ізопрен      | Терпени         | Політерпени: цис-1,4-поліізопреновий натуральний каучук і транс-1,4-поліізопренова гутаперча | Поліз'єднання        |                                           |
| Нуклеотиди   | Олігонуклеотиди | Полінуклеотиди, нуклеїнові кислоти (ДНК, РНК)                                                |                      | Фосфодіестерний зв'язок                   |

## Нуклеозиди та нуклеотиди
Нуклеозиди — молекули, сформовані додаванням азотистої основи до рибозного або дезоксирибозного кільця. Прикладами таких молекул є цитидин (C), уридин (U), аденозин (A), гуанозин (G) і тимідин (T).
Нуклеозиди можуть фосфорилюватися специфічними кіназами у клітині, виробляючи нуклеотиди.
ДНК і РНК є полімерами, які складаються з довгих лінійних молекул, зібраних ферментами полімеразами з повторюваних структурних одиниць, або мономерів, мононуклеотидів. ДНК використовує дезоксинуклеотиди C, G, A і T, тоді як РНК використовує рибонуклеотиди (які містять додаткову гідроксильну групу (OH) на кільці пентози) C, G, A і U. Модифіковані основи досить поширені (наприклад, з метильними групами на основному кільці). Такі основи були знайдені в рибосомних РНК та транспортних РНК. Також вони використовуються для відокремлення нових від старих ланцюгів ДНК після реплікації.
Кожен нуклеотид складається з ациклічної азотистої основи, пентози і від однієї до трьох фосфатних груп. Вони містять карбон, нітроген, оксиген, гідроген і фосфор. Вони слугують як джерело хімічної енергії (аденозинтрифосфат і гуанозинтрифосфат), беруть участь у передачі сигналів у клітинах (циклічний гуанозинмонофосфат і циклічний аденозинмонофосфат), а також входять до важливих коферментативних реакцій (кофермент A, флавінаденіндинуклеотид, флавінмононуклеотид і нікотинамідаденіндинуклеотидфосфат).

### Структура ДНК і РНК
У структурі ДНК домінує добре відома подвійна спіраль, утворена спареними основами Вотсона-Кріка цитозину з гуаніном і аденіну з тиміном. Така форма ДНК відома як B-форма ДНК і є найсприятливішим і найпоширенішим станом ДНК; його високоспецифічні і стабільні спарені основи є основою надійного зберігання генетичної інформації. ДНК іноді може зустрічатися в одноланцюговому вигляді (у такому разі для її стабілізації потрібні одноланцюгові зв'язувальні білки) або у вигляді спіралей A-форми чи Z-форми, а іноді у складніших 3D-структурах, таких як кросовер на структурах Холідея під час реплікації ДНК.

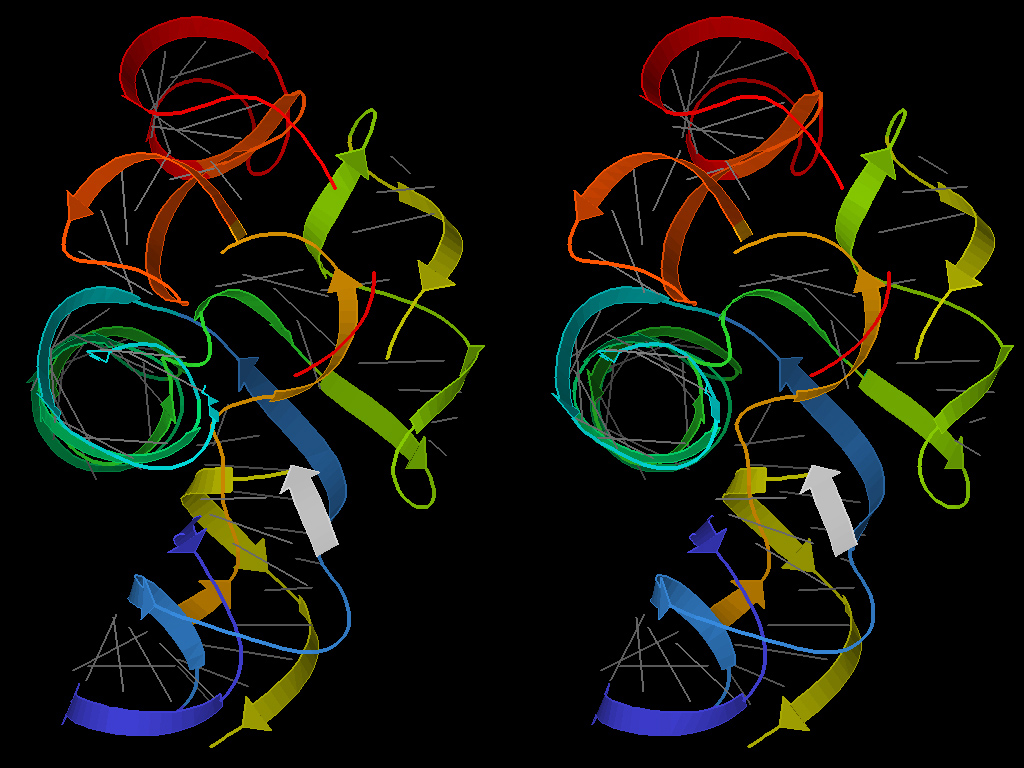
Стерео 3D-зображення рибозима інтрона групи I (PDB file 1Y0Q); сірі лінії позначають спарені основи; стрілки на стрічках позначають області з подвійною спіраллю, синій колір — 5'-кінець, червоний — 3'-кінець; біла стрічка є продуктом РНК.

РНК навпаки утворює великі і складні тривимірні третинні структури, що нагадують білки, а також нещільні одиночні ланцюги з локально згорнутими ділянками, які утворюють молекули інформаційної (або матричної) РНК. Ці структури РНК містять багато ділянок із подвійною спіраллю A-форми, з'єднаних у певні тривимірні структури за допомогою одноланцюгових петель, опуклостей і з'єднань. Прикладами є тРНК, рибосоми, рибозими та рибоперемикачі. Ці складні структури сприяють тому факту, що головний ланцюг у молекули РНК має меншу локальну гнучкість, ніж у ДНК, але великий набір чітких конформацій, очевидно, через як позитивні, так і негативні взаємодії додаткового OH на рибозі. Структуровані молекули РНК можуть здійснювати високоспецифічне зв'язування інших молекул і можуть розпізнавати інші РНК; крім того, вони можуть здійснювати ферментативний каталіз (тоді їх називають «рибозимами», які були виявлені Томасом Чеком та його колегами).

## Сахариди
Моносахариди — найпростіші форми вуглеводів лише з одним простим цукром. Вони можуть містити у своїй структурі альдегідну або кетонову групу. Наявність альдегідної групи в моносахариді позначається префіксом альдо-. Так само кетонова група позначається префіксом кето-. Прикладами моносахаридів є гексози (глюкоза, фруктоза), тріози, тетрози, гептози (галактоза), пентози (рибоза, дезоксирибоза). Споживані фруктоза та глюкоза вивільняються зі шлунка з різною швидкістю, по-різному всмоктуються та мають різний метаболічний шлях, що надає багато можливостей для 2 різних сахаридів по-різному впливати на споживання їжі. Більшість сахаридів в кінцевому підсумку дають паливо для клітинного дихання.
Дисахариди утворюються, коли два моносахариди або два простих цукри утворюють зв'язок із видаленням води. Їх можна гідролізувати з утворенням сахаринових будівельних блоків шляхом кип'ятіння з розведеною кислотою або взаємодії з відповідними ферментами. Прикладами дисахаридів є сахароза, мальтоза і лактоза.
Полісахариди — полімеризовані моносахариди або складні вуглеводи. Вони містять багато простих цукрів. Прикладами є крохмаль, целюлоза і глікоген. Вони зазвичай є великими і часто мають складну розгалужену зв'язність. Через свій розмір полісахариди не розчинні у воді, але їх численні гідроксигрупи гідруються окремо під впливом води, а деякі полісахариди утворюють густі колоїдні дисперсії при нагріванні у воді. Коротші полісахариди, які містять 3 — 10 мономерів, називаються олігосахаридами. Для розрізнення сахаридів був розроблений флуоресцентний індикатор із зсувним датчиком молекулярного імпринтингу. Він успішно розрізнив трьох виробників напоїв із апельсинового соку. Зміна інтенсивності флуоресценції чутливих плівок безпосередньо пов'язана з концентрацією сахаридів.

## Лігнін
Лігнін — складна поліфенольна макромолекула, що складається переважно з β-О4-арильних зв'язків. Після целюлози, лігнін є другим за поширеністю біополімером і є одним з основних структурних компонентів більшості рослин. Він містить субодиниці, похідні від p-Кумарового спирту, коніферилового спирту і синапового спирту і є незвичайним серед біомолекул тим, що він рацемічний. Відсутність оптичної активності пояснюється полімеризацією лігніну, яка відбувається через вільнорадикальні реакції сполучення в яких немає переваги жодній конфігурації в хіральному центрі.

## Ліпіди
Ліпіди — це переважно естери жирних кислот і основні будівельні блоки клітинних мембран. Інша біологічна роль — накопичення енергії (наприклад, тригліцериди). Більшість ліпідів складаються з полярної або гідрофільної головки (як правило, гліцерину) і одного-трьох неполярних або гідрофобних хвостів жирних кислот, тому вони є амфіфільними. Жирні кислоти складаються з нерозгалужених ланцюгів атомів вуглецю, які з'єднані лише одинарними (насичені жирні кислоти) або як одинарними, так і подвійними (ненасичені жирні кислоти). Довжина ланцюгів зазвичай 14-24 групи вуглецю, але це завжди парне число.
У ліпідів, присутніх у клітинних мембранах, гідрофільна головка належить до одного з трьох класів:
- Гліколіпіди, головки яких містять олігосахарид із 1-15 сахаридними залишками.
- Фосфоліпіди, головки яких містять позитивно заряджену групу, яка з'єднана з хвостом, який містить негативно заряджену фосфатну групу.
- Стероли, головки яких містять плоске стероїдне кільце, як, наприклад, холестерол.

Інші ліпіди включають простагландини та лейкотрієни. Вони обидва мають 20-членний вуглецевий ланцюг.

## Амінокислоти
Амінокислоти містять функціональні групи як амінів, так і карбонових кислот. (У біохімії термін ом амінокислота позначаються ті амінокислоти, в яких амінова і карбоксилатна група приєднані до того самого атому карбона, а також так називають пролін, який насправді не є амінокислотою).
У білках іноді спостерігаються модифіковані амінокислоти; зазвичай це результат ферментативної модифікації після трансляції (синтез білка). Наприклад, фосфорилювання серину кіназами і дефосфорилювання фофатазами є важливим механізмом контролю в клітинному циклі. Відомо, що лише дві амінокислоти, крім стандартних двадцяти, входять до білків під час трансляції в певних організмах:
- Селеноцистеїн входить до складу деяких білків за кодоном UGA, який зазвичай є стоп-кодоном.
- Пірролізин входить до складу деяких білків за кодоном UAG. Наприклад, у деяких метаногенах у ферментах, які використовуються для виробництва метану.

Крім тих, що використовуються в синтезі білка, інші біологічно важливі амінокислоти включають карнітин (використовується для транспортування ліпідів усередині клітини), орнітин, γ-аміномасляну кислоту і таурин.

## Вітаміни
Вітаміни — речовини, які організм не здатен синтезувати самостійно, але необхідні для його життєдіяльності. Вітамінами є, наприклад, багато коферментів. Вітаміни повинні надходити до організму постійно, зазвичай у дуже малих кількостях.